# بيبا مان
بيبا مان (بالإنجليزية:  Pippa Mann)‏ مواليد 11 أغسطس 1983 في لندن، هي سائقة فورملا 1 بريطانية.

## سباقات شاركت فيها
- سلسلة إندي كار
- إنديانابوليس 500

## وصلات خارجية
- بيبا مان على موقع Racing-Reference.info (الإنجليزية)
- بيبا مان على موقع DriverDB.com (الإنجليزية)
- الموقع الرسمي